# 영양여자중학교
영양여자중학교(英陽女子中學校)는 대한민국 경상북도 영양군 영양읍 동부리에 있는 사립 중학교이다.

## 학교 연혁
- 1970년 10월 14일 : 학교법인 영양학원 인가, 초대 이사장 권형태 취임
- 1970년 12월 13일 : 신축교사 2층 4교실 준공
- 1971년 1월 30일 : 영양여자중학교 설립 인가(9학급)
- 1971년 3월 6일 : 영양여자중학교 개교
- 1971년 3월 6일 : 제1대 교장 안성용 취임
- 1971년 3월 30일 : 영양여자중학교 개교식
- 1974년 1월 11일 : 제1회 졸업식 거행(졸업생 총수 189명)
- 1992년 3월 5일 : 영양여자고등학교 정보처리과 인가(3학급)
- 2002년 10월 11일 : 율호관(다목적종합체육관) 및 독서실(250석) 준공
- 2016년 1월 29일 : 제6대 이사장 권영희 취임
- 2020년 3월 1일 : 제9대 교장 김옥순 취임
- 2023년 1월 6일 : 제50회 졸업식(졸업생 44명, 누적 졸업생 6,417명)

## 참고 자료
- 영양여자중학교 - 한국교육학술정보원 학교알리미